# Szczeciński Pułk Obrony Terytorialnej
Szczeciński Pułk Obrony Terytorialnej im. st. sierż. Mieczysława Majchrzaka – oddział Obrony Terytorialnej ludowego Wojska Polskiego.
Pułk został sformowany w Szczecinie na podstawie rozkazu Nr 010/OTK Ministra Obrony Narodowej z dnia 6 maja 1963 i zarządzenia Nr 069/Org. Szefa Sztabu Generalnego WP z dnia 6 maja 1963, jako pułk Obrony Terytorialnej kategorii „C”. Podlegał szefowi Wojewódzkiego Sztabu Wojskowego w Szczecinie.
20 kwietnia 1966 Minister Obrony Narodowej, marszałek Polski Marian Spychalski nadał pułkowi imię patrona - starszego sierżanta Mieczysława Majchrzaka, dowódcy drużyny kutrów 6 Batalionu Pontonowo-Mostowego, poległego 27 lutego 1945 w rejonie Czelina, w czasie budowy mostu stałego przez Odrę.
24 kwietnia 1966, w Szczecinie, odbyła się ceremonia nadania jednostce imienia patrona. W uroczystości wzięli udział I sekretarz Komitetu Wojewódzkiego Polskiej Zjednoczonej Partii Robotniczej, Antoni Walaszek, szef Sztabu Generalnego WP, generał dywizji Wojciech Jaruzelski oraz rodzina patrona: matka Stanisława, brat Edward i siostra Mirosława Wielgus. Ceremonia zbiegła się z przysięgą żołnierzy młodego rocznika oraz obchodami Tysiąclecia Państwa Polskiego i 21 rocznicą powrotu do Macierzy Ziem Zachodnich i Północnych.
7 listopada 1987 pułk został rozformowany.